# Chiesa di Santa Caterina (Pergine Valsugana, Riposo)
La chiesa di Santa Caterina è una chiesa cattolica situata nella località di Riposo, nel comune trentino di Pergine Valsugana; è sussidiaria della parrocchiale di San Pietro di Alcantara di Vigalzano e fa parte dell'arcidiocesi di Trento.

## Storia

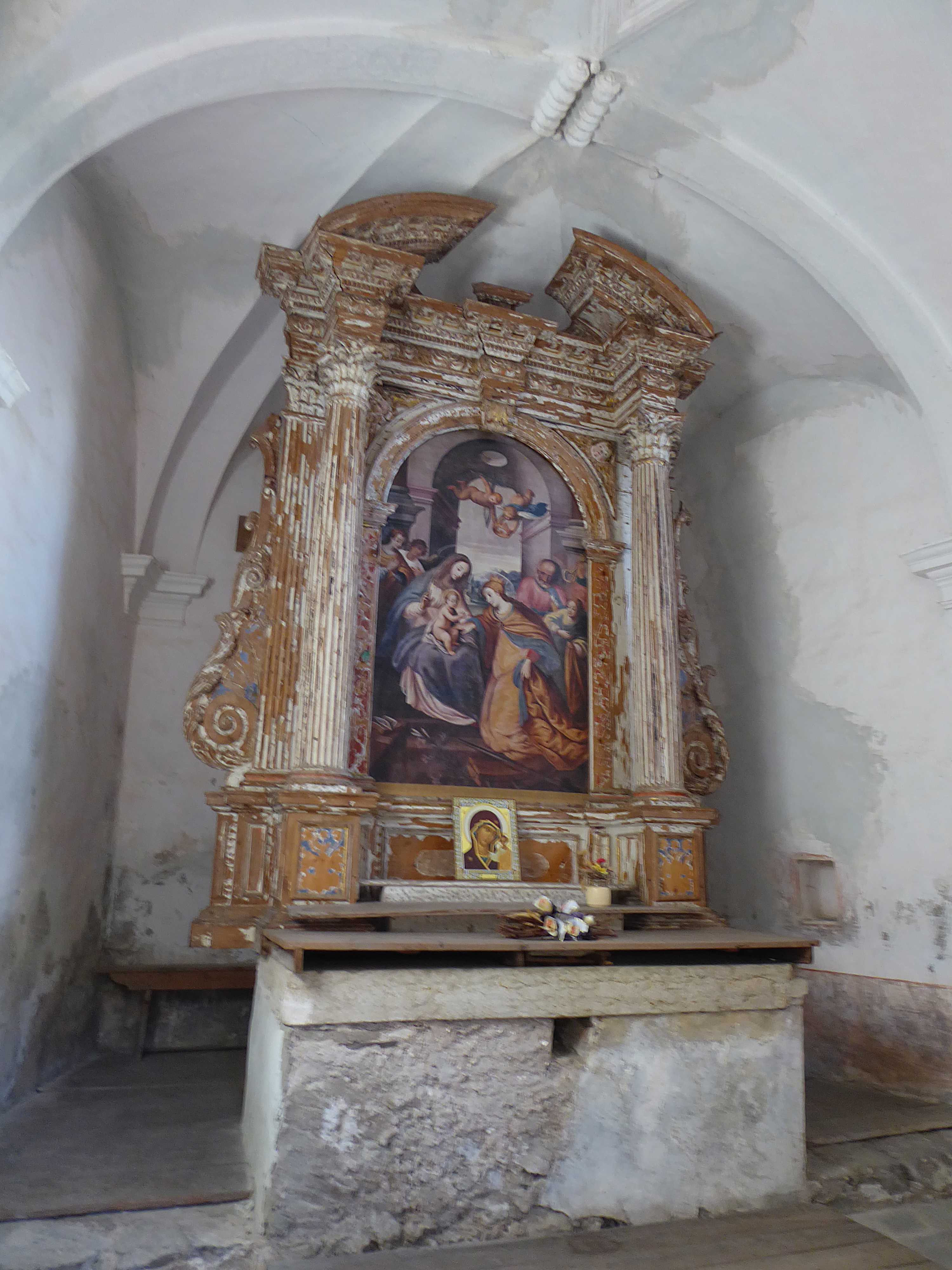
Interno

La data di costruzione della chiesa è ignota, e secondo alcuni studi potrebbe collocarsi nel XIV secolo, mentre altre fonti la pongono addirittura nel XII; la prima fonte a citarla è un documento del 1414; da un'altra fonte del 1448, emerge che nel sacello era celebrata la messa ogni anno il 25 novembre, memoria di santa Caterina d'Alessandria. La chiesa venne forse costruita su iniziativa dei germanofoni residenti nel Perginese che si occupavano di dissodare i terreni boschivi.
Venne ristrutturata nel corso del Seicento (è documentata la consacrazione nel 1636), e verso la fine del secolo successivo la navata venne accorciata, e la nuova facciata venne poi dotata di un portico, portando la chiesa all'aspetto attuale. Un restauro venne eseguito nel 1839.

## Descrizione

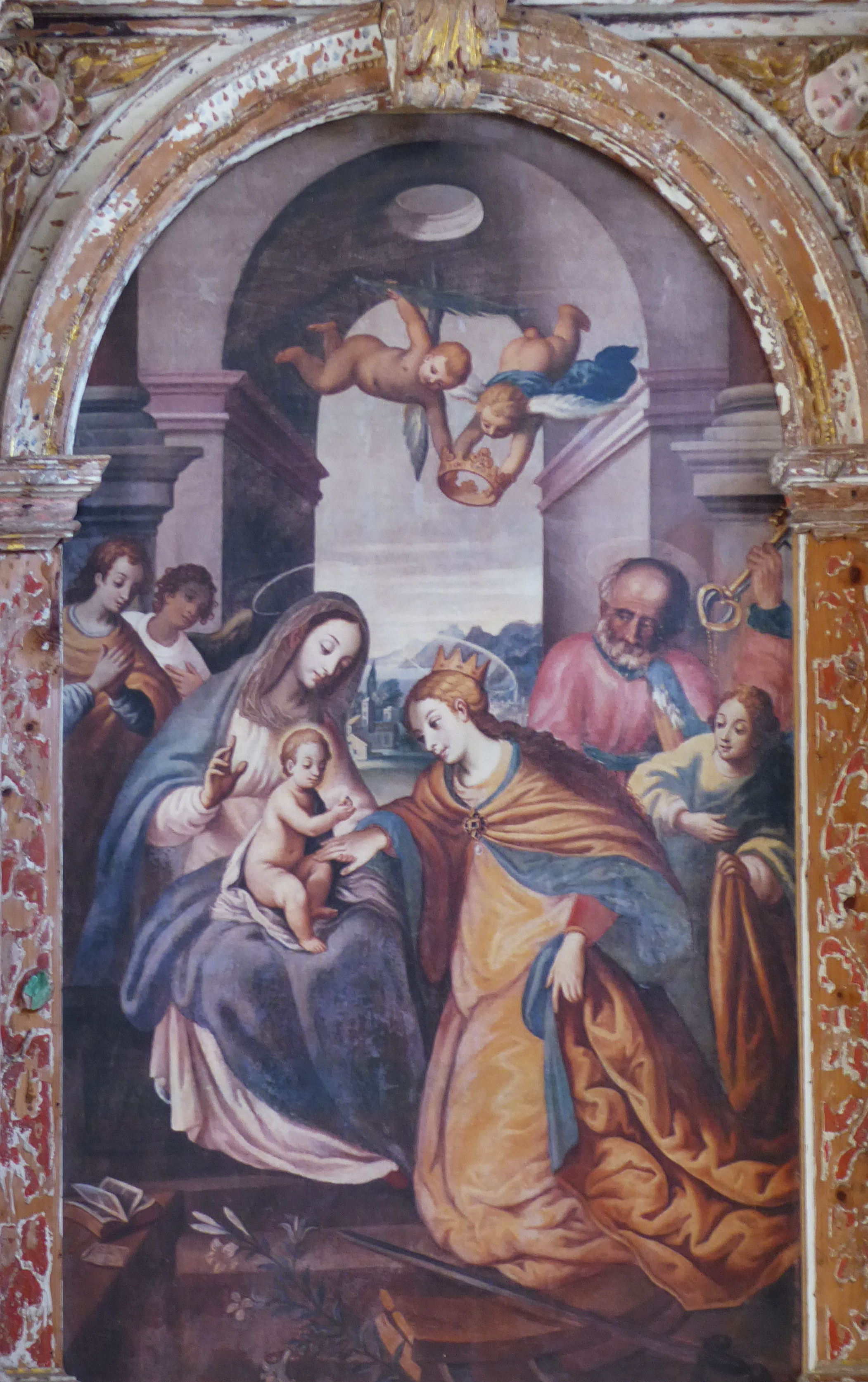
Pala d'altare

La chiesa è situata in un piccolo spiazzo sotto alla strada provinciale 66, nella località di Riposo, anticamente chiamata Roncomartello (Roncamartèl o Roncomartèl), a 740 metri di altitudine; orientata in direzione nord-est, è caratterizzata da facciata a capanna, sostenuta da un contrafforte sul lato destro, e preceduta da un portico a due spioventi che insiste sull'area un tempo occupata dalla navata; sotto al portico, sostenuto da due pilastri in muratura e pavimentato in ciottoli, si aprono la porta d'ingresso e, ai suoi lati, due finestrelle rettangolari con inferriate: l'unica altra finestra della struttura è una lunetta sul lato destro.
Ciò che resta della navata è uno spazio a pianta rettangolare con asse maggiore traversale, coperto da una volta a botte unghiata; esso termina con un'abside poligonale di forma irregolare, rialzata di un gradino, separata dall'aula da un arco a sesto ribassato e coperta da tre unghie.
L'unico arredo degno di nota dell'interno è l'altare, in legno dorato, con antipendio grezzo in muratura; la pala d'altare è opera di Elia Naurizio e raffigura, sullo sfondo della piana perginese, santa Caterina d'Alessandria inginocchiata davanti alla Madonna con Bambino, e attorniata da altre figure, fra cui san Pietro; si tratta di una copia, con l'originale sotto custodia del museo diocesano tridentino.